# Eliza Doolittle (EP)
Eliza Doolittle é o primeiro extended play (EP) epônimo da cantora e compositora britânica Eliza Doolittle. Foi lançado no Reino Unido em 29 de novembro de 2009 em formato de download digital através da Parlophone.

## Lista de faixas
| Download digital |                |         |  |
| N.º              | Título         | Duração |  |
| 1.               | "Rollerblades" | 3:06    |  |
| 2.               | "Moneybox"     | 3:00    |  |
| 3.               | "Police Car"   | 3:21    |  |
| 4.               | "Go Home"      | 2:59    |  |

## Desempenho nas tabelas musicais

### Posições
| Tabela musical (2010)         | Melhor posição |
| ----------------------------- | -------------- |
| Reino Unido - UK Albums Chart | 196            |

## Histórico de lançamento
| País        | Data                   | Formato              | Gravadora  |
| ----------- | ---------------------- | -------------------- | ---------- |
| Reino Unido | 29 de novembro de 2009 | CD, download digital | Parlophone |